# Udunga (ułus)
Udunga (ros. Удунга, bur. Υдэнгэ) – ułus w Rosji, w Buriacji, w rejonie sielegińskim. Miejscowość w 2010 roku liczyła 76 mieszkańców.